# Aberconwy (circonscription du Parlement britannique)
Ne doit pas être confondue avec Aberconwy, une circonscription du Senedd.
Pour les articles homonymes, voir Aberconwy.
Circonscription parlementaire de la 

Chambre des communes
Aberconwy est une ancienne circonscription parlementaire du pays de Galles, représentée à la Chambre des communes du Parlement britannique. Créée en 2010, elle remplace l'ancienne circonscription de Conwy. Elle disparaît en 2024.

## Membres du parlement
| Election | Election | Membre       | Parti        | Portrait |
| -------- | -------- | ------------ | ------------ | -------- |
|          | 2010     | Guto Bebb    | Conservateur |          |
|          | 2019     | Guto Bebb    | Indépendant  |          |
|          | 2019     | Robin Millar | Conservateur |          |

## Élections

### Élections dans les années 2010
| Élections générales de 2017: Aberconwy, |                   |                       |        |      |       |
| Parti                                   | Parti             | Candidat              | Votes  | %    | ±     |
|                                         | Conservateur      | Guto Bebb             | 14,337 | 44.6 | +3.1  |
|                                         | Labour            | Emily Owen            | 13,702 | 42.6 | +14.4 |
|                                         | Plaid Cymru       | Wyn Elis Jones        | 3,170  | 9.9  | -1.9  |
|                                         | Liberal Democrats | Sarah Lesiter-Burgess | 941    | 2.9  | -1.7  |
| Majorité                                | Majorité          | Majorité              | 635    | 2.0  | -10.7 |
| Participation                           | Participation     | Participation         | 32,150 | 71.0 | +4.8  |
|                                         | Conservateur hold | Conservateur hold     | Swing  | -5.7 |       |

| Élections générales de 2015: Aberconwy |                   |                   |        |      |       |
| Parti                                  | Parti             | Candidat          | Votes  | %    | ±     |
|                                        | Conservateur      | Guto Bebb         | 12,513 | 41.5 | +5.7  |
|                                        | Labour            | Mary Wimbury      | 8,514  | 28.2 | +3.8  |
|                                        | Plaid Cymru       | Dafydd Meurig     | 3,536  | 11.7 | −6.1  |
|                                        | UKIP              | Andrew Haigh      | 3,467  | 11.5 | +9.4  |
|                                        | Liberal Democrats | Victor Babu       | 1,391  | 4.6  | −14.7 |
|                                        | Green             | Petra Haig        | 727    | 2.4  | N/A   |
| Majorité                               | Majorité          | Majorité          | 3,999  | 13.3 | +2.0  |
| Participation                          | Participation     | Participation     | 30,148 | 66.2 | −1.0  |
|                                        | Conservateur hold | Conservateur hold | Swing  | +1.0 |       |

| Élections générales de 2010: Aberconwy, |                                        |                    |        |      |     |
| Parti                                   | Parti                                  | Candidat           | Votes  | %    | ±   |
|                                         | Conservateur                           | Guto Bebb          | 10,734 | 35.8 | N/A |
|                                         | Labour                                 | Ronnie Hughes      | 7,336  | 24.5 | N/A |
|                                         | Liberal Democrats                      | Mike Priestley     | 5,786  | 19.3 | N/A |
|                                         | Plaid Cymru                            | Phil Edwards       | 5,341  | 17.8 | N/A |
|                                         | UKIP                                   | Mike Wieteska      | 632    | 2.1  | N/A |
|                                         | Christian                              | Louise Wynne Jones | 137    | 0.5  | N/A |
| Majorité                                | Majorité                               | Majorité           | 3,398  | 11.3 | N/A |
| Participation                           | Participation                          | Participation      | 29,966 | 67.2 | N/A |
|                                         | Conservateur Vainqueur (nouveau siège) |                    |        |      |     |